# Simon Property Group
Simon Property Group est une entreprise spécialisée dans la gestion foncière des centres commerciaux. Elle est implantée à Indianapolis dans l'Indiana. Elle est la plus grande entreprise foncière spécialisée dans la gestion de centres commerciaux aux États-Unis.

## Histoire
En mars 2012, BNP Paribas cède 28,7 % du capital de Klépierre à Simon Property Group.
En mars 2015, Simon Property annonce son souhait d'acquérir Macerich (en), 3e plus grande entreprise foncière dans les centres commerciaux des États-Unis, pour 14,39 milliards de dollars. Cette proposition est rejetée par l'équipe dirigeante de Macerich.
En février 2020, Simon Property annonce l'acquisition d'une participation de 80 % dans Taubman Centers, propriétaires de 26 centres commerciaux, pour 3,6 milliards de dollars. Cette décision mettrait fin au contrôle familial, mais la famille Taubman conserverait une participation dans ses centres commerciaux.
En juin 2020, Simon Property annonce l'abandon de cette opération en raison de l'épidémie de Covid-19.
Simon revient sur sa décision et décide de modifier certains termes de l’accord initial, notamment un prix d’achat modifié de 43,00 $ par action en espèces en novembre 2020. La fusion se clôt en décembre 2020.[réf. nécessaire]